# Пахучий Олексій Олексійович
Паху́чий Олексі́й Олексі́йович (*30 березня 1931, Запоріжжя — †середина березня 1996, Київ; похований там само) — український письменник.

## Біографія
Народився в сім'ї службовців. Онук Олексія Даниловича Пахучого. Закінчив Московський електротехнічний інститут інженерів транспорту. Працював у системі АН України, зокрема в Інституті проблем литва, на виробничому об'єднанні «Кристал». Водночас займався літературною діяльністю, створюючи історичні романи про національно-визвольну боротьбу українського народу за доби Богдана Хмельницького.

## Твори
У 1993 році вийшов друком його історичний роман «Тиміш Хмельницький, син Богдана». Друга книга дилогії про синів Богдана Хмельницького, присвячена Юрієві Хмельницькому — «Юрась Хмельниченко» — вийшла вже після смерті письменника. В авторському доробку лишилися неопубліковані твори.
- Тиміш Хмельницький, син Богдана: [іст. роман] / Олексій Пахучий. — К. : Український письменник, 1992. — 431 с.
- Юрась Хмельниченко: [іст. роман] / Олексій Пахучий. — К. : Український письменник, 1995. — 558 с.
- I засяяв красою собор… / Олексій Пахучий. // Україна. — 1988. — № 51, грудень. — С. 20-21.